# 置换群
数学中，對一個给定的集合{\displaystyle M}，所有由{\displaystyle M}到自身的可逆映射构成的集合关于映射的合成构成一个群，称为{\displaystyle M}的对称群，记为{\displaystyle S_{M}}。{\displaystyle S_{M}}的任一子群称为{\displaystyle M}上的置换群（英語：permutation group）。
如果{\displaystyle M}是包含{\displaystyle n}个元素的有限集，称其到自身的可逆映射为{\displaystyle n}阶置换，其对称群{\displaystyle S_{M}}称为{\displaystyle n}阶对称群，记为{\displaystyle S_{n}}。{\displaystyle S_{n}}的任一子群亦为置换群。
置换群到被置换的元素的应用称为群作用；它在对称性和组合论以及数学的其他很多分支中有应用，也是研究晶体结构等所不可或缺的工具。

## 定義及基本性質
置換群皆為某個對稱群的子群，它的所有元素都是一集合的置換。因而它的元素所構成的集合是所對應的對稱群中關於映射的合成以及在到反元素的映射下封閉的一個子集，它亦需要包含該集合的恆等函數作為其單位元。

## 例子
置换通常写作轮换形式，例如，在轮换指标计算中，给定集合{\displaystyle M=\{1,2,3,4\}}，{\displaystyle M}的一个置换{\displaystyle g}若为{\displaystyle g(1)=2,g(2)=4,g(4)=1}和{\displaystyle g(3)=3}，可以写作{\displaystyle (1,2,4)(3)}，或者更常见的写作{\displaystyle (1,2,4)}，因为{\displaystyle 3}保持不变；若对象有单个字母或数字表示，逗号也被省去，所以可以记作{\displaystyle (1\ 2\ 4)}。

## 常见的置换群

### M={1,2}{\displaystyle M=\{1,2\}}
{\displaystyle g_{1}=(1),g_{2}=(1\ 2)}

### M={1,2,3}{\displaystyle M=\{1,2,3\}}
{\displaystyle (1),(1\ 2),(1\ 3),(2\ 3),(1\ 2\ 3),(1\ 3\ 2)}

### M={1,2,3,4}{\displaystyle M=\{1,2,3,4\}}
{\displaystyle (1),}
{\displaystyle (1\ 2),(1\ 3),(1\ 4),(2\ 3),(2\ 4),(3\ 4),}
{\displaystyle (1\ 2\ 3),(1\ 3\ 2),(1\ 2\ 4),(1\ 4\ 2),(1\ 3\ 4),(1\ 4\ 3),(2\ 3\ 4),(2\ 4\ 3),}
{\displaystyle (1\ 2\ 3\ 4),(1\ 2\ 4\ 3),(1\ 3\ 2\ 4),(1\ 3\ 4\ 2),(1\ 4\ 2\ 3),(1\ 4\ 3\ 2),(1\ 2)(3\ 4),(1\ 3)(2\ 4),(1\ 4)(2\ 3)}

## 参看
- 群作用
- 本原群
- 置换
- 轮换
- 交错群